# Byggvir
Vous pouvez aider à l'améliorer ou bien discuter des problèmes sur sa page de discussion.
- Il ne cite pas suffisamment ses sources. Vous pouvez indiquer les passages à sourcer avec {{référence nécessaire}} ou {{Référence souhaitée}}, et inclure les références utiles en les liant aux notes de bas de page. (Marqué depuis avril 2021)
- Son texte doit être wikifié : il ne correspond pas à la mise en forme Wikipédia (style, typographie, liens internes, liens entre les wikis, etc.). (Marqué depuis avril 2021)

- Archive Wikiwix
- Bing
- Cairn
- DuckDuckGo
- E. Universalis
- Gallica
- Google
- G. Books
- G. News
- G. Scholar
- Persée
- Qwant
- (zh) Baidu
- (ru) Yandex
- (wd) trouver des œuvres sur Wikidata

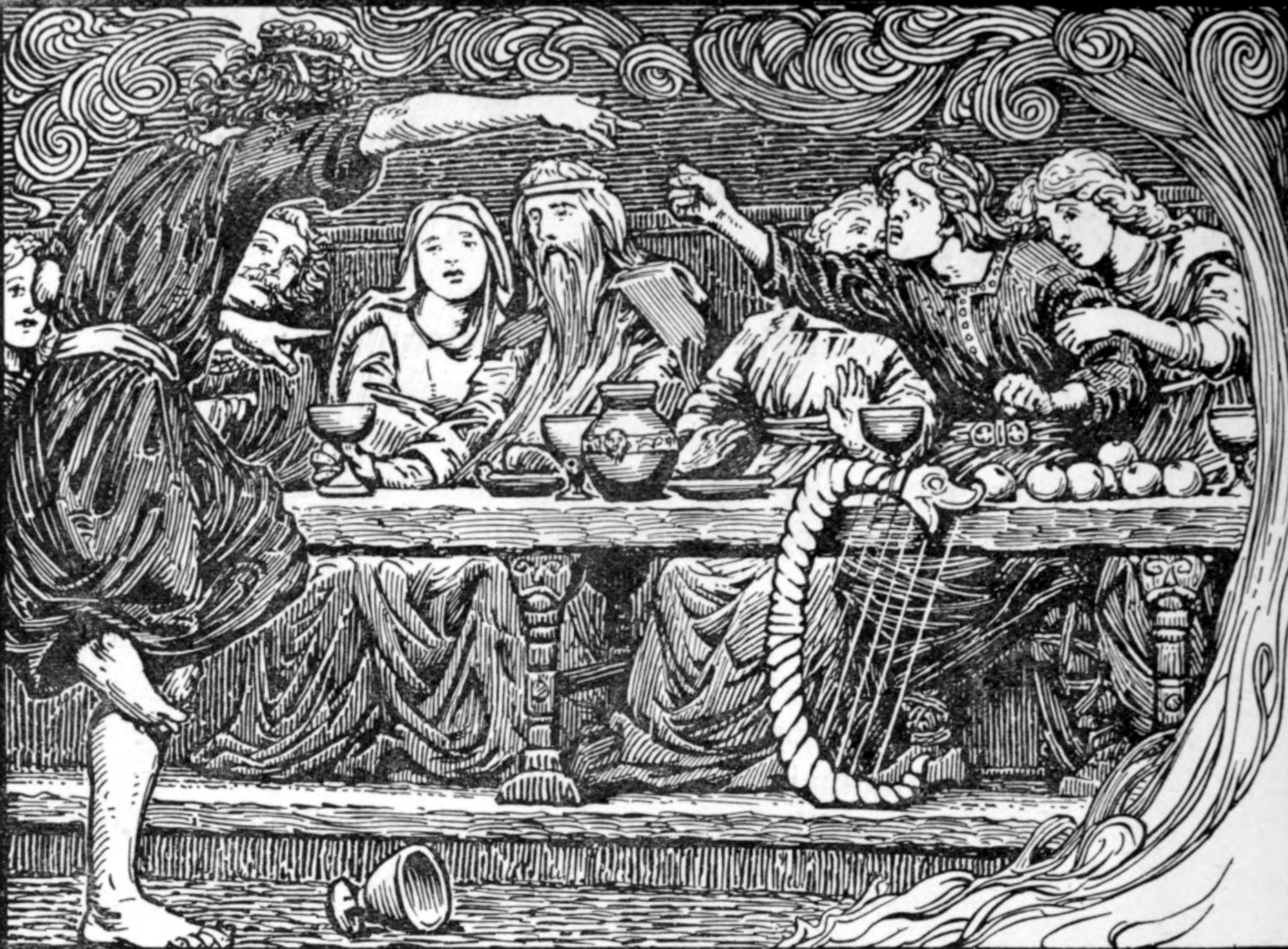
Une illustration de Lokasenna : Loki se moque de Bragi.
C'est l’unique apparition connue de Byggvir, aux strophes 43-46 de la Lokasenna.

Figure mineure de la mythologie scandinave, Byggvir est, avec sa femme Beyla, un des serviteurs de Freyr. Il est considéré comme la personnalisation de l’orge (dont on fait la bière), parce que bygg signifie orge en vieux norrois.
L’unique apparition connue de Byggvir se trouve aux strophes 43-46 de la Lokasenna, où il intervient lorsque Loki s’en prend à Freyr :

Byggvir qvaþ / Byggvir dit :
| 43. | « Veiztv, ef ec øþli ettac sem Ingvnar-Freyr oc sva selict setr, mergi smera ma/lþa ec þa meíncráco oc lemþa alla i liþo. » | « Vois-tu, si j'avais lignée Comme Ingunnar-Frey, Et aussi riche demeure, Plus fin que moelle je broierais Cette sinistre corneille Et la briserais toute en morceaux. » |

Loci qvaþ / Loki dit :
| 44. | « Hvat er þat iþ litla, er ec þat la/ggra sec oc snapvist snapir; at eyrom Freys mvnðv e vera oc vnd kvernom klaca. » | « Quelle est cette petite chose Que je vois fretiller Et parasiter en parasite ? Aux oreilles de Freyr Toujours tu seras Et sous la meule caquetteras. » |

Byggvir qvaþ / Byggvir dit :
| 45. | « Beyggvir ec heíti, enn mic braþan qveþa goð a/ll oc gvmar: þvi em ec her hroðvgr, at drecca Hroptz megir allir a/l saman. » | « Byggvir je me nomme et "vif" me disent Tous les dieux et les hommes. Aussi me fais-je gloire Que les fils de Hroptr boivent la bière, tous ensemble. » |

Loci qvaþ / Loki dit :
| 46. | « Þegi þv, Byggvir ! þv kvnnir aldregi deila meþ monnom mat; oc þic i fletz strá finna ne mattv, þa er vago verar. » | « Tais-toi, Byggvir ! Tu ne t'entends jamais À répartir la chère entre les hommes. Et sur les bancs jonchés de paille On ne pouvait te trouver Quand les héros se battaient. » |

Il est probable que Byggvir ne soit qu’une invention plaisante du poète de la Lokasenna, sans réalité mythologique, bien que l’on puisse retrouver trace de figures approchantes, « génies du grain », qui ne possèdent pas de noms stables et restent toujours liées à une circonstance ou à un lieu précis (au moulin par exemple).

## Variantes
Le Codex Regius écrit "Beyggvir" dans le prologue en prose et la strophe 45 mais garde bien "Byggvir" dans l’annonce de la strophe 43 et à la strophe 46.

## Sources
- DUMEZIL, Georges – « Deux petits dieux scandinaves : Byggvir et Beyla », dans : Mythes et dieux de la Scandinavie ancienne – Paris : Gallimard, 2000 (coll. « Bibliothèque des sciences humaines »)